# Kościół św. Burcharda w Würzburgu

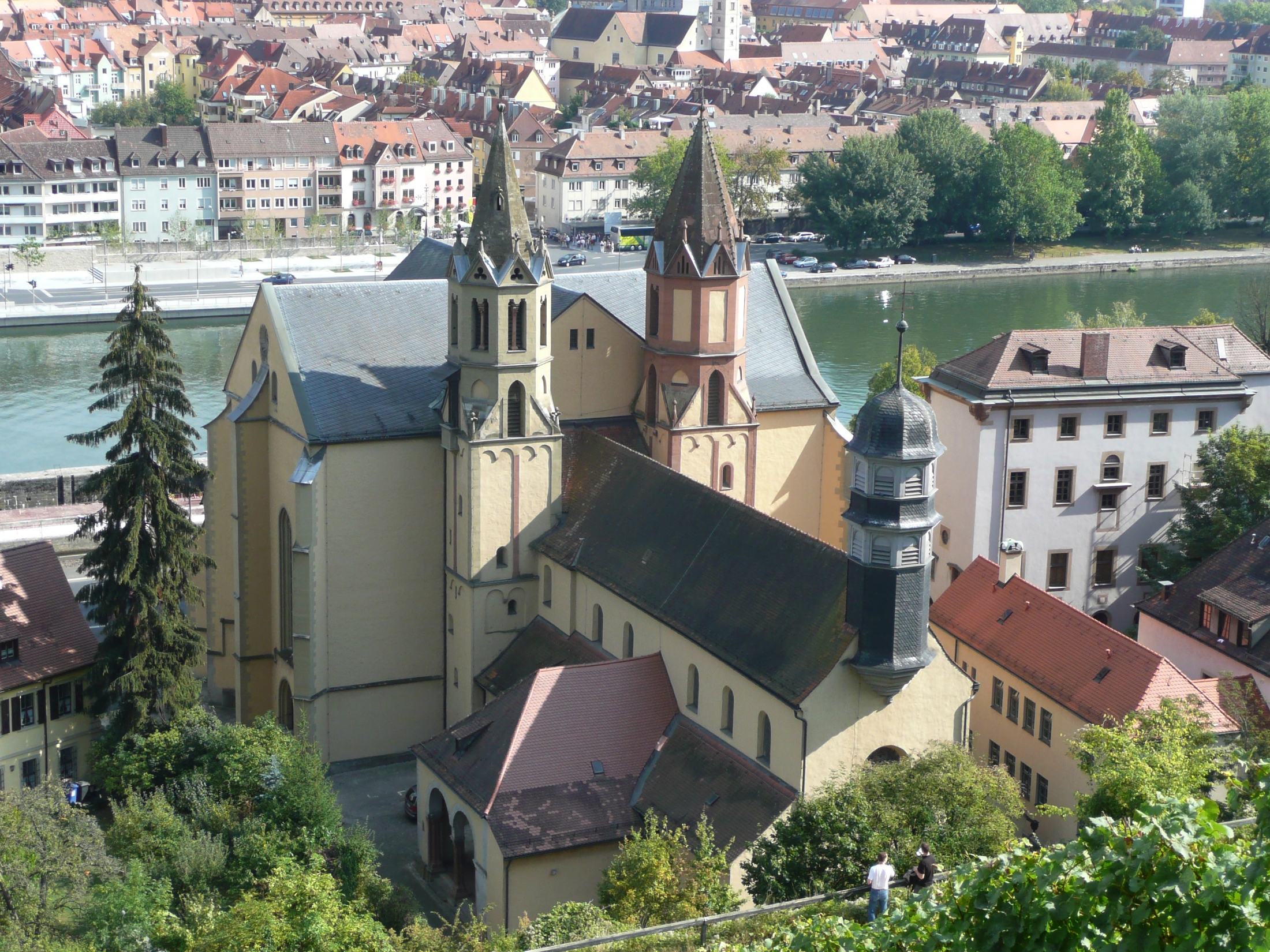
Widok na kościół św. Burcharda z twierdzy Marienberg

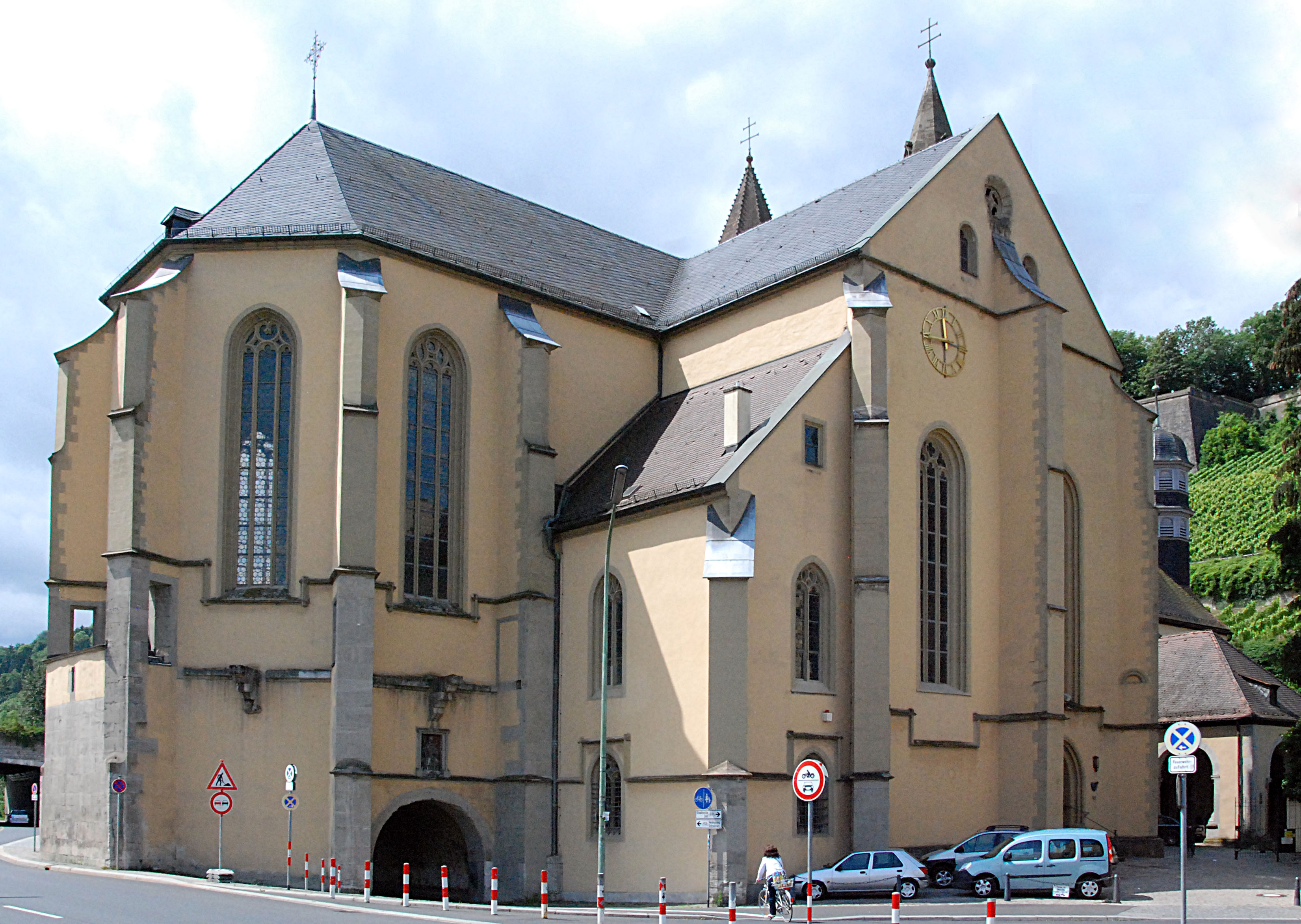
Widok kościoła od głównej strony

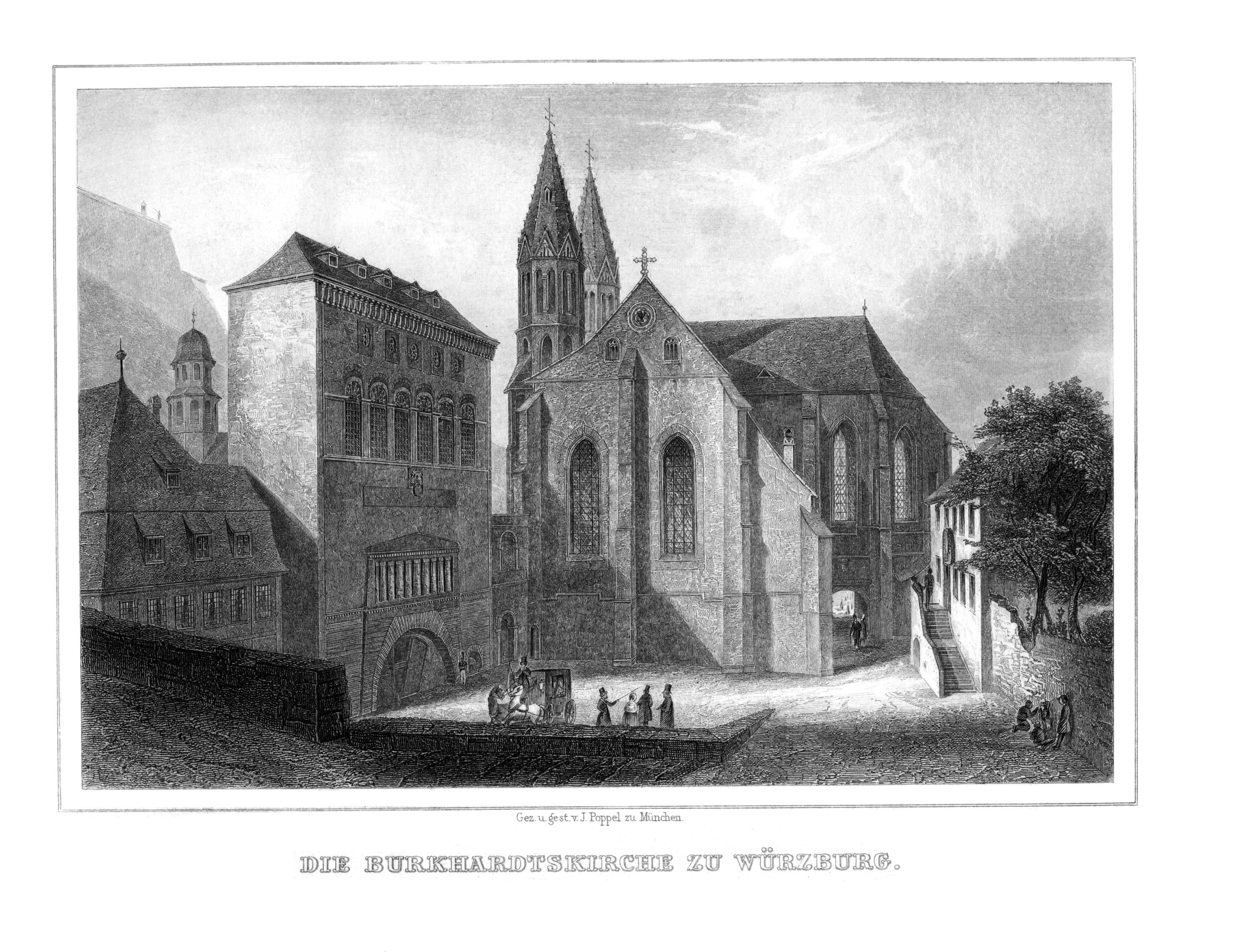
Historyczny wygląd kościoła św. Burcharda

Kościół św. Burcharda w Würzburgu (niem. St. Burkard) – rzymskokatolicki kościół parafialny, znajdujący się u podnóża góry na której stoi Twierdza Marienberg. Obok kościoła Najświętszej Marii Panny znajdującego się w twierdzy, jest to najstarszy kościół w Würzburgu.

## Historia
Nazwę kościół nosi od imienia swojego patrona św. Burcharda z Würzburga. W 742 roku Bonifacy, biskup-misjonarz, wyświęcił go na pierwszego biskupa Würzburga. W 750 r. Burchard zakłada Klasztor Andrzeja. W 983 roku biskup Hugo odstąpił klasztor Benedyktynom oraz oddał im we władanie: grunty, probostwo oraz podległe wioski. 14 października 986 roku kości św. Burcharda zostają sprowadzone do klasztoru. Po uroczystej procesji zostały pochowane w klasztorze. Od tamtego czasu klasztor wraz z kościołem noszą patronat „Świętego Burcharda”.
Romańska część kościoła została wyświęcona w 1042 roku. W 1168 roku został dobudowany północny portal głównej hali kościoła. W 1250 roku obydwie wschodnie wieże zostały podniesione o dwa piętra. W 1490 roku do romańskiej bazyliki został dobudowany późnogotycki chór, a wschodni został poszerzony. Aby udostępnić przejście do ulicy Uferstrasse zostały dobudowane arkady. W latach 1663–1667 w wyniku rozbudowy fortyfikacji Twierdzy Marienberg zachodnia wieża, oraz dwa łuki z głównej hali kościoła zostały wyburzone. Do 1464 roku klasztor należał do Benedyktynów. W latach 1464–1803 klasztor należał do fundacji kanoników (Kollegiatstift). W wyniku sekularyzacji i likwidacji fundacji, majątek został przekazany parafii w 1803 r.
Po masakrze chrześcijan w Syrii w 1861 roku klasztor odwiedził Gregor Ata, arcybiskup kościoła wschodnio-katolickiego z Hims. Diecezja würzburska, aby wesprzeć gminy katolickie w spustoszonej ojczyźnie biskupa, odprawiła 25 maja 1861 roku w kościele Burcharda msze w obrządku bizantyjskim.

## Wyposażenie
W romańskiej części kościoła znajduje się kamień dziękczynny rybaków z Würzburga. Każdego roku w Święto Trzech Króli, odprawiają huczne uroczystości. Poza tym istnieje również tekst upamiętniający opór pojedynczych członków (rybaków) wobec III Rzeszy.
Naprzeciw wejścia wystawiona jest figura Madonny wyrzeźbiona przez Tilmana Riemenschneidera. Główny ołtarz jest wspólnym dziełem braci Heinza i Matthausa Schiestl. W kościele można podziwiać również prace Johanna Wolfganga von der Auwera.

Organy na północnej ścianie poprzecznej hali kościoła zostały wybudowane w 2003 roku przez firmę Richarda Rensch. Instrument o 28 rejestrach został wybudowany w nowoczesnym modernistycznym stylu.

Wnętrze kościoła
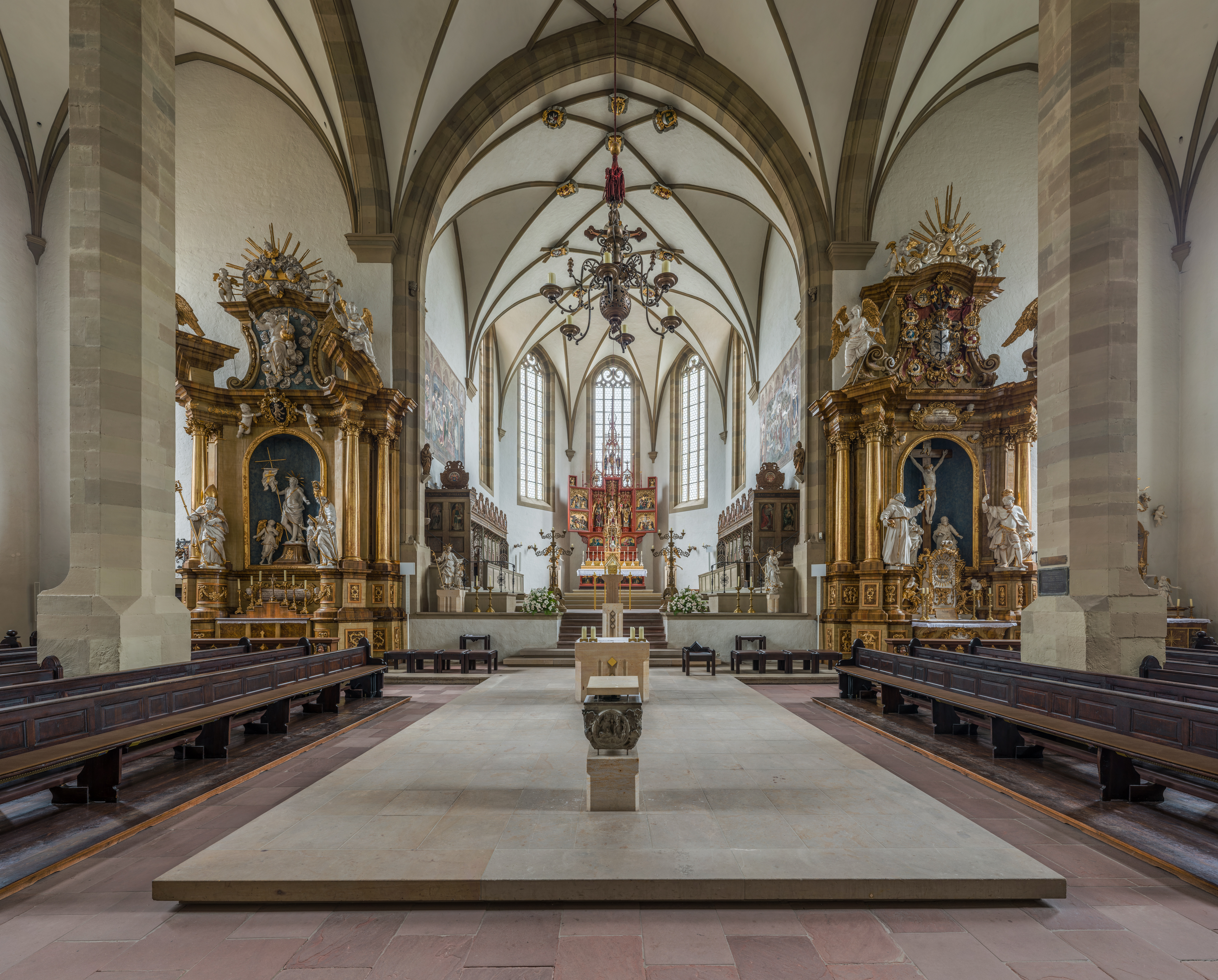
Wnętrze z ołtarzem
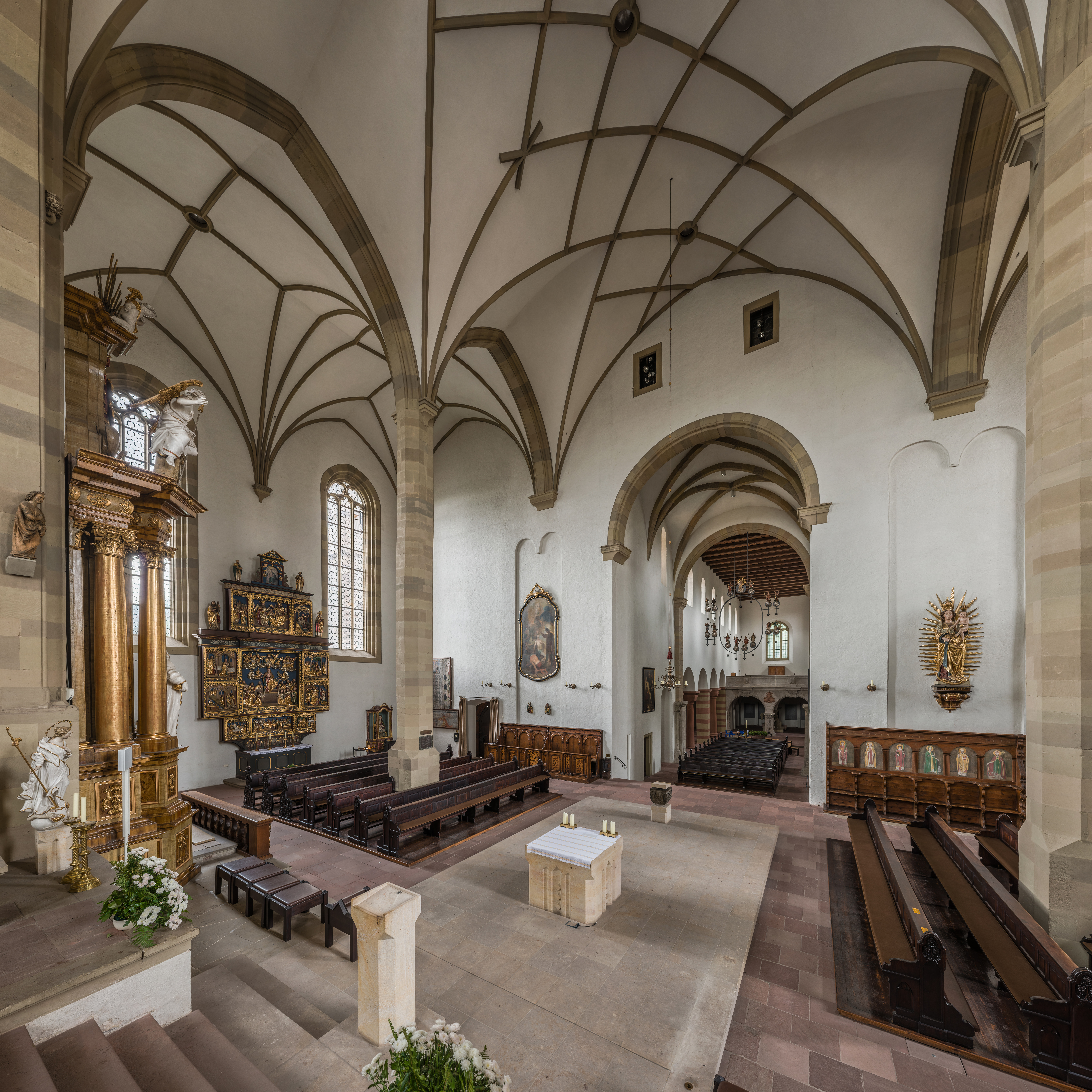
Wejście i główna hala kościoła
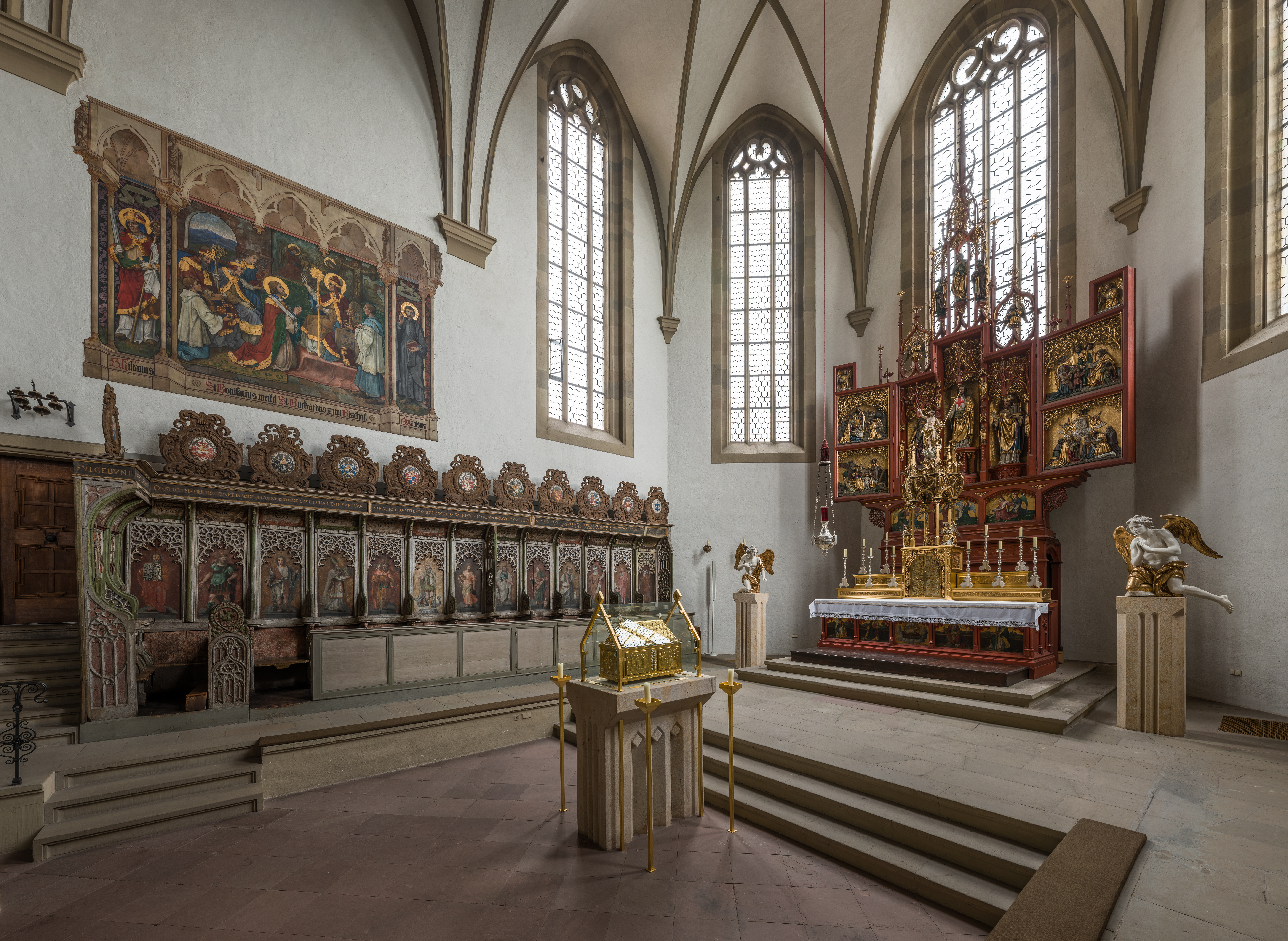
Chór
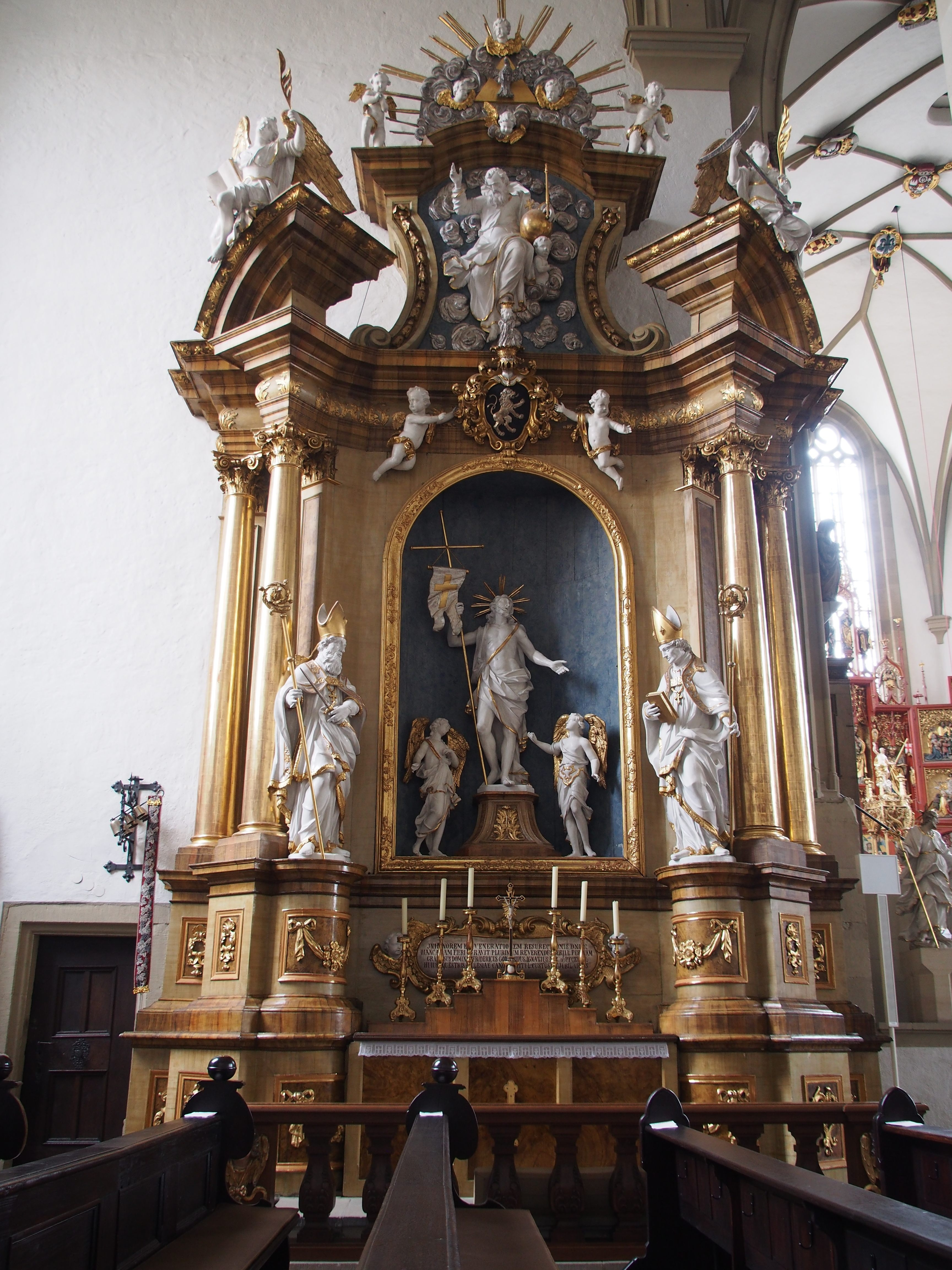
Boczny ołtarz
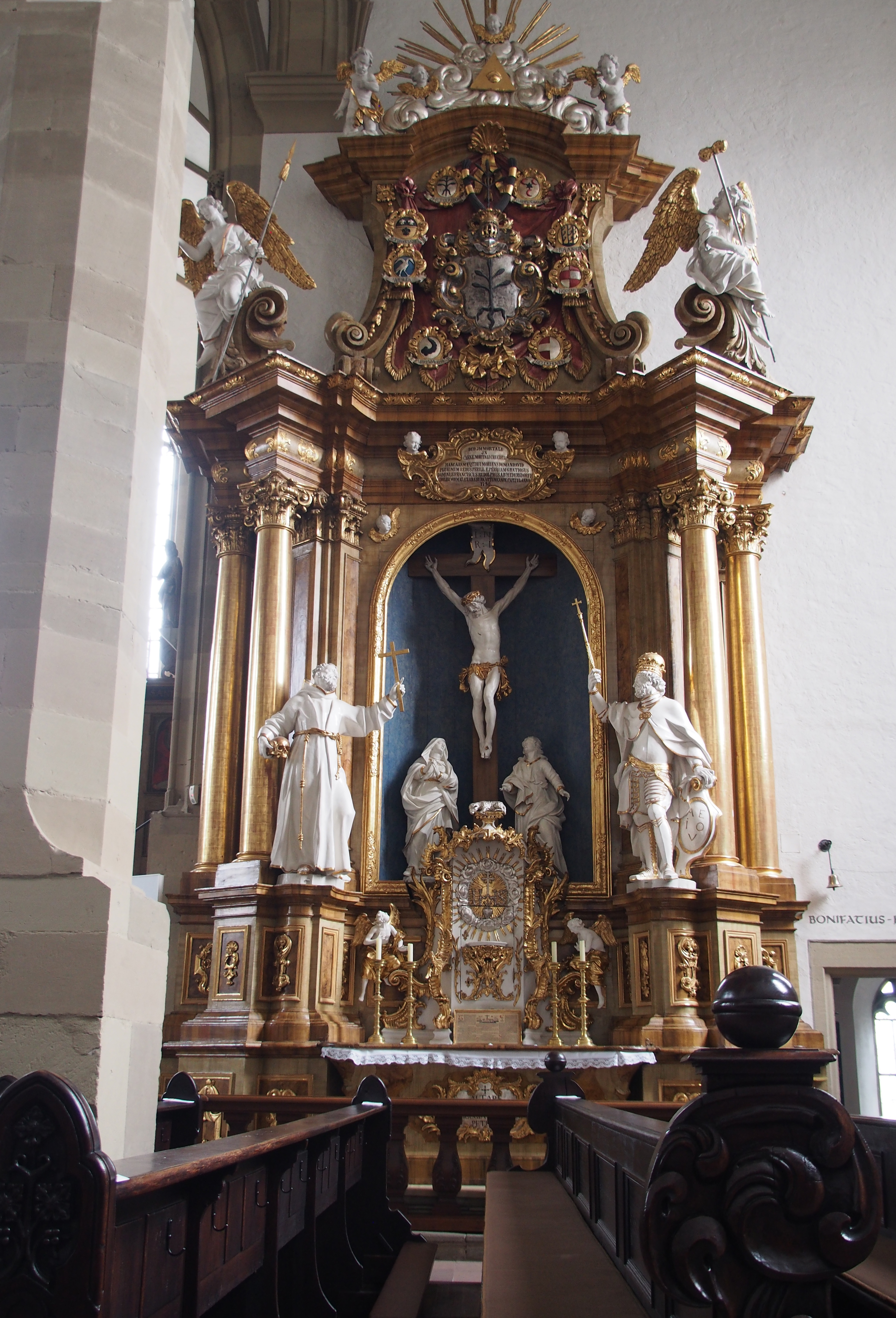
Boczny ołtarz z herbem fundatora Franz Rudolph von Hettersdorf